# Ministerium Hohenlohe

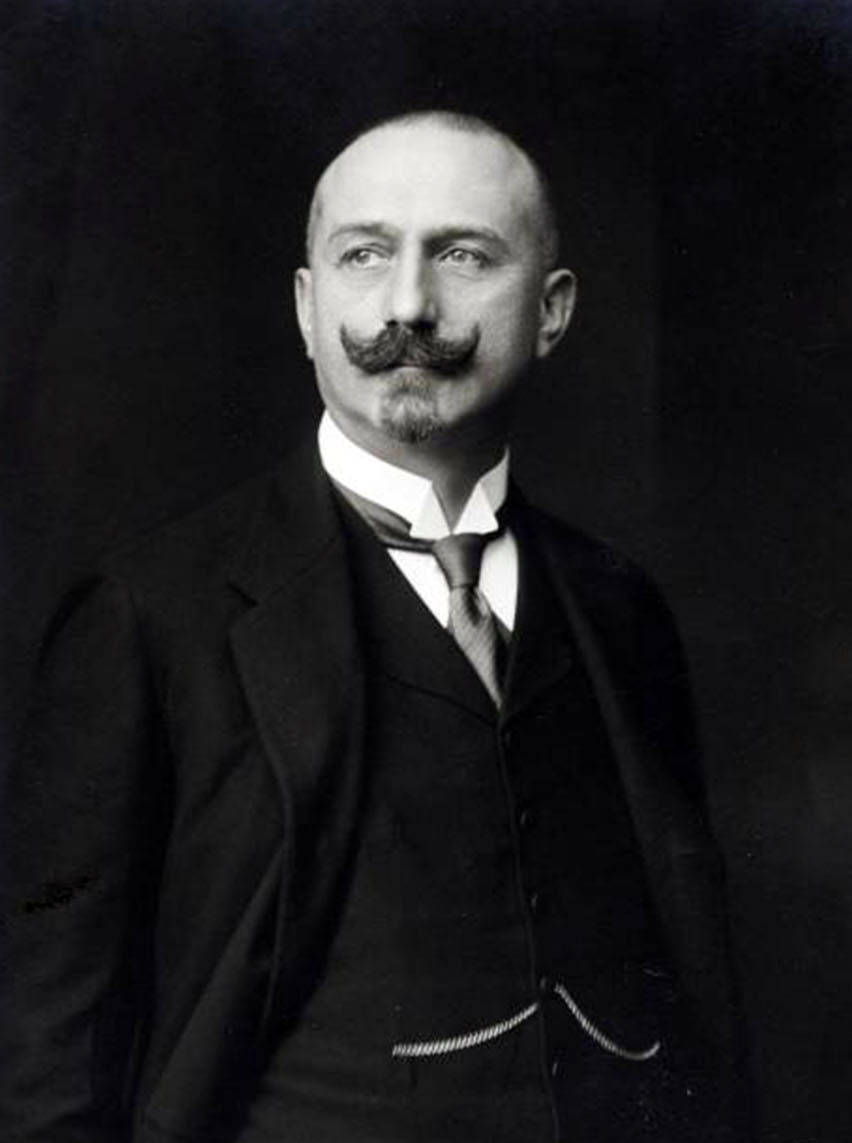
Konrad zu Hohenlohe-Schillingsfürst war zwischen Mai und Juni 1906 Ministerpräsident Altösterreichs.

Das Ministerium Hohenlohe wurde am 2. Mai 1906 von Ministerpräsident Konrad zu Hohenlohe-Schillingsfürst in Cisleithanien gebildet, eine vor allem im Beamtentum und bei Juristen gebräuchliche inoffizielle Bezeichnung für den nördlichen und westlichen Teil Österreich-Ungarns. Es löste das Ministerium Gautsch II ab und blieb bis zum 2. Juni 1906 im Amt. Daraufhin folgte das Ministerium Beck.
Der Außenminister, der Kriegsminister und der gemeinsame Finanzminister gehörten diesem Kabinett nicht an. Siehe k.u.k. gemeinsame Ministerien.

## Minister
Dem Ministerium gehörten folgende Minister an:
| Amt                             | Amtsinhaber                         | Beginn der Amtszeit | Ende der Amtszeit |
| ------------------------------- | ----------------------------------- | ------------------- | ----------------- |
| Ministerpräsident               | Konrad zu Hohenlohe-Schillingsfürst | 2. Mai 1906         | 2. Juni 1906      |
| Ackerbauminister                | Ferdinand de Longueval              | 2. Mai 1906         | 2. Juni 1906      |
| Handelsminister                 | Leopold von Auersperg               | 2. Mai 1906         | 2. Juni 1906      |
| Kultus- und Unterrichtsminister | Richard von Bienerth-Schmerling     | 2. Mai 1906         | 2. Juni 1906      |
| Finanzminister                  | Mansuet Kosel                       | 2. Mai 1906         | 2. Juni 1906      |
| Innenminister                   | Konrad zu Hohenlohe-Schillingsfürst | 2. Mai 1906         | 2. Juni 1906      |
| Justizminister                  | Franz Klein                         | 2. Mai 1906         | 2. Juni 1906      |
| Eisenbahnminister               | Ludwig Wrba                         | 2. Mai 1906         | 2. Juni 1906      |
| Minister für Landesverteidigung | Franz Xaver von Schönaich           | 2. Mai 1906         | 2. Juni 1906      |
| Minister ohne Geschäftsbereich  | Leonard Pietak                      | 2. Mai 1906         | 2. Juni 1906      |
| Minister ohne Geschäftsbereich  | Antonín Randa                       | 2. Mai 1906         | 2. Juni 1906      |